# Église Saint-Sauveur de Lamanère
Pour les articles homonymes, voir Saint-Sauveur.
L'église Saint-Sauveur de Lamanère est une église romane située à Lamanère, dans le département français des Pyrénées-Orientales.

## Situation
L'église Saint-Sauveur est située au cœur du village de Lamanère, dans la rue Sainte-Christine. Par sa position, elle est la troisième église la plus méridionale de la France continentale, juste derrière l'église Sainte-Christine de Lamanère et l'église Saint-Michel de Villeroge, toutes deux situées à proximité.

## Architecture
L'église Saint-Sauveur est un édifice de style roman à nef unique du XIIIe siècle.